# Лолита (роман)
«Лоли́та» (англ. Lolita) — роман Владимира Набокова. Написан на английском языке, опубликован в 1955 году в парижском издательстве «Олимпия Пресс», впоследствии, во второй половине 1960-х годов, переведён автором на русский. Считается одной из самых выдающихся книг XX века: роман был отмечен как № 4 в списке 100 лучших романов по версии Современной библиотеки, вошёл в список 100 лучших романов по версии журнала Time, в список 100 книг века по версии французской газеты Le Monde и дважды был экранизирован (в 1962 и 1997 годах).
«Лолита» является наиболее известным из всех романов Набокова и демонстрирует любовь писателя к изощрённой игре слов и тонкому описанию человеческих чувств, которые характерны для всех его работ.

## История создания
Начатки фабулы романа содержатся уже в третьей главе романа «Дар» — в чувственном рассказе «бравурного пошляка» Щёголева: «Вот представьте себе такую историю: старый пёс, но ещё в соку, с огнём, с жаждой счастья, знакомится с вдовицей, а у неё дочка, совсем ещё девочка, — знаете, когда ещё ничего не оформилось, а уже ходит так, что с ума можно сойти».
Образ сексуально привлекательной девочки впервые появляется у Набокова в стихотворении «Лилит» (1928). В 1939 году он пишет повесть «Волшебник», схожую сюжетом с «Лолитой».
Считается, что материал для романа Набоков мог почерпнуть в анонимной «Исповеди Виктора Х.», опубликованной в качестве приложения к 6-му тому французского издания работы Хэвлока Эллиса «Исследования по психологии пола»:148-149. Виктор Х., дворянин родом из Украины, живущий на Западе, откровенно рассказывает о своей половой жизни, включающей разнообразные практики, в том числе и секс с детьми:156-157. Известно, что Набоков просил своего знакомого американского писателя Эдмунда Уилсона прислать ему книгу Эллиса, что и было сделано в 1948 году, когда Набоков уже работал над «Лолитой».
Первые попытки издать роман в США были неудачны: рукопись была отвергнута несколькими американскими издателями, посчитавшими её порнографией, за публикацию которой, как уверял один из них (Паскаль Ковичи из «Viking Press»), «мы все отправимся за решётку». Отчаявшись издать «Лолиту» в Америке, Набоков пристроил её в парижском издательстве «Олимпия-пресс», наряду с книгами авангардных писателей выпускавшем порнографические опусы.

### Набоков о романе
Набоков считал «Лолиту» своей вершиной — «серьёзной книгой, написанной с серьёзной целью», — и неустанно защищал честь любимого детища в письмах и интервью:
«„Лолита“ — патетическая книга, рассказывающая о печальной судьбе ребёнка: вполне обыкновенной маленькой девочки, захваченной отвратительным и бессердечным человеком. Но из всех моих книг больше всего я люблю именно „Лолиту“» (Niagara Fall Gazzette. 1959. January 11, p. 10-B).
«Критики не поняли, что „Лолита“ в глубине своей произведение нежное, по-своему пронизанное добротой. В конце Гумберт догадывается, что разрушил лолитино детство, и поэтому страдает. Это роман, вызывающий сострадание… Гумберт перепутал патологию любви с человеческой любовью и мучится угрызениями совести. И тогда-то понимает, почему пишет книгу» (Les Lettres nouvelles. 1959. An. 7. № 28 (4 Novembre), pp. 24—25:92).
«Если бы у меня была дочь, то я сделал бы Гумберта педерастом. …Сначала я написал небольшой рассказ на эту же тему. Главного героя звали Артуром. Они путешествовали через всю Францию. Но я не опубликовал ту вещь. Девочка была неживой. Она едва говорила. Постепенно я смог придать ей подобие жизни. Однажды, взяв рукопись, я уже направился к мусоросжигалке, но Вера сказала: „Подожди немного“. И я послушно вернулся к работе. <…> Но труднее всего было заставить себя… Вы же видите, я нормальный человек. Я заходил в школы под предлогом устроить туда свою дочь. У нас же нет дочери. Для Лолиты я брал у одной маленькой девочки, заходившей в гости к Дмитрию, руку, а у другой — коленную чашечку» (Vogue. 1966. Vol. 148, № 10 (December), р. 280).

## Сюжет

### Часть первая
Повествование ведётся от лица главного героя, называющего себя Гумбертом Гумбертом (по его собственным словам, это — псевдоним). Гумберт испытывает влечение к совсем юным девочкам, причём девочкам особой внешности и склада — он именует их «нимфетками» и приписывает им некую внутреннюю «демоничность». Корень этой нездоровой страсти он видит в своей детской влюблённости в девочку по имени Аннабель Ли, с которой его навсегда разлучили взрослые (в скором времени после их расставания Аннабель заболела и умерла). Гумберт грезит о связи с «нимфеткой», но не осмеливается осуществить свои мечты из страха перед законом; ему приходится обходиться услугами молоденьких проституток, а впоследствии он женится на молодящейся, похожей на девочку женщине.
Через некоторое время Шарлотта обнаруживает дневник Гумберта, в котором он описывает свои «наблюдения» за Лолитой и чувства, которые она в нём вызывает. Потрясённая, она обличает Гумберта, назвав его «отвратительным, подлым, преступным обманщиком», и наспех планирует побег, но, спеша на почту со срочными письмами к Лолите и знакомым, попадает под машину и умирает на месте. Гумберт забирает Лолиту из летнего лагеря, но лжёт ей, что её мать всего лишь попала в больницу. Ночью он пытается овладеть Лолитой, подмешав ей в напиток снотворное, но отказывается от этой затеи, решив, что доза была слишком мала — девочка спит неспокойно. Но наутро Лолита соблазняет его сама — как выясняется, она уже не невинна: её лишил девственности сын начальницы лагеря.
Позднее Гумберт признаётся Лолите, что её мать погибла и она осталась на его попечении. Вместо возвращения в Рамздэль он везёт её в путешествие по Америке, останавливаясь в небольших гостиницах. Гумберт балует Лолиту, покупая ей модные наряды, комиксы и сладости, и грозится, что, если она расскажет кому-нибудь об их связи, ей придётся лишиться всего этого и отправиться в детский дом, где властвуют суровые, почти монастырские порядки.

### Часть вторая
После почти полугода странствий они останавливаются в городке Бёрдслей, где Лолита начинает посещать школу для девочек. Гумберта съедает ревность к ровесникам Лолиты и пугает её растущая самостоятельность, он начинает отслеживать каждый её шаг и запрещает ей бывать на школьных вечеринках и общаться с мальчиками. Новые соседи воспринимают это как заботу любящего, но слишком старомодного отца. С неохотой он разрешает ей записаться в драмкружок, где она с другими девочками разучивает пьесу неких Клэра Куильти и Вивиан Дамор-Блок. Накануне премьеры Гумберт обнаруживает, что Лолита прогуливала занятия, пропадая в это время неизвестно где, и между ними случается крупная ссора. Лолита убегает из дома, он ищет её по всему городу; когда они наконец встречаются, Лолита заявляет, что «приняла большое решение», и предлагает ему уехать из города.
Они снова путешествуют по Америке, но Гумберт скоро обнаруживает, что их всюду преследует незнакомый ему человек. Он подозревает, что этот человек в сговоре с Лолитой, но предпринять ничего не может. В пути Лолита заболевает. Скоро девочка идёт на поправку, но, когда Гумберт собирается её забрать, обнаруживается, что она сбежала из больницы с человеком, которого назвала своим дядей. Гумберт в ярости бросается на поиски Лолиты и её похитителя, но безрезультатно. Со временем он оставляет поиски и вступает в отношения с женщиной по имени Рита, но не забывает Лолиту.
Через несколько лет Гумберт получает от теперь уже семнадцатилетней Лолиты письмо, в котором она просит его помочь деньгами. Она замужем, беременна, её муж ничего не знает о её прошлом. Гумберт приезжает в дом её мужа, и она раскрывает ему тайну личности «похитителя»: это Клэр Куильти, автор пьесы, которую они ставили в Бёрдслее. Он был знаком с родителями Лолиты, и она знала его с детства; он помог ей покинуть больницу, но позднее попытался принудить к съёмкам в порнографических фильмах, и девушка от него сбежала. После этого она подрабатывала на различных работах, пока не встретила своего будущего мужа.
Гумберт, решив отомстить Куильти, разыскивает и убивает его, за что подвергается аресту. Он пишет свою историю уже в тюрьме. Фиктивное «предисловие редактора» в начале романа сообщает, что Гумберт умер от закупорки сердечной аорты, не дождавшись решения суда, а «миссис Ричард Скиллер», то есть Лолита, скончалась при родах, произведя на свет мёртвую девочку.

## Литературные аллюзии и произведения-предшественники
Как отмечают исследователи, в романе очень много отсылок к творчеству Эдгара Аллана По и, в частности, его стихотворению «Аннабель Ли». Имя Аннабель Ли (но в другом написании — Annabel Leigh, у По — Lee) носила умершая в детстве возлюбленная Гумберта; изначально роман должен был называться «В королевстве у моря», по строчке из стихотворения. В поэме По красавица Аннабель Ли, в которую лирический герой влюбляется ещё ребёнком, также умирает после тяжёлой болезни. Прототипом этой героини называют Вирджинию Клемм, юную супругу По, которая вышла за него замуж в возрасте тринадцати лет. Некоторые отмечают, что псевдоним главного героя — Гумберт Гумберт — напоминает о рассказе По «Вильям Вильсон», в котором главного героя преследует его собственный двойник (этот мотив эхом отзывается в преследовании Гумберта Клэром Куильти)[неоднозначно]. В одной из гостиниц главный герой останавливается под псевдонимом Эдгар Г. Гумберт.
Помимо героини Эдгара По, Лолита «соотносится эрудированным повествователем со множеством литературных и мифологических персонажей: с апокрифической Лилит, с Лесбией (адресатом любовной лирики Катулла), с дантовой Беатриче, Жюстиной маркиза де Сада, Кармен и т. д.».
Историки и литературоведы считают, что существуют по крайней мере три истории, которые могли стать основой романа «Лолита»:
первая — это клинический случай влечения к несовершеннолетним, описанный в книге британского врача Хэвлока Эллиса;
вторая — отношения между 35-летним Чарли Чаплином и его будущей супругой 15-летней Литой Грей;
и третья — похищение десятилетней Флоренс Салли Хорнер.
Образ Гумберта Гумберта соотносился уже первыми рецензентами с антигероями Ф. М. Достоевского: «В „Лолите“ г-н Набоков воспроизводит преступление Ставрогина в современных условиях. Ища соответствий Матрёше, принадлежащей Святой Руси, и Ставрогину, вырвавшемуся оттуда, он обращается к миру, где „Бесы“ уже одержали немало побед, и создаёт своего Гумберта, интеллектуала, в котором рационализм преступил предел здравого смысла, и Лолиту, прожорливое и пустое дитя американского материализма», — писала Ребекка Уэст:301. В эссе «Лолита, или Ставрогин и Беатриче» Станислав Лем называл предтечей Гумберта Аркадия Свидригайлова: «Два образа, две стороны свидригайловской страсти, любовь к взрослой женщине и извращённое влечение к ребёнку, Набоков слил воедино. Его Гумберт — это сексуальный доктор Джекилл и мистер Хайд, который, сам того не ведая, влюбился в предмет своей извращённой страсти»:330.
В 2005 году немецкий учёный Микаэль Маар заявил, что Набоков позаимствовал сюжет и имя главной героини из рассказа малоизвестного немецкоязычного писателя Хайнца фон Лихберга, также озаглавленного «Лолита». По его мнению, фабула рассказа имеет существенное сходство с романом Набокова: в обоих произведениях немолодой протагонист влюбляется в юную дочь домовладелицы, в обоих девушка в финале умирает. Сообщение Маара встретило смешанную реакцию в среде литературоведов: некоторые сочли приведённые Мааром параллели натянутыми, тем более что Набоков неоднократно заявлял, что не знает немецкого, а на русский «Лолита» фон Лихберга не переводилась.

## Восприятие романа
Выйдя из печати осенью 1955 года, «Лолита» поначалу не привлекла к себе особого внимания — до тех пор, пока вокруг неё не разгорелся скандал в английской прессе. Один из экземпляров романа, привезённый из Франции туристами наряду с другой литературной продукцией «Олимпии-пресс», попался на глаза Грэму Грину. Прочитав роман, Грин рекомендовал его английским читателям как лучшую книгу 1955 года, после чего редактор газеты Sunday Express Джон Гордон обрушился на роман с гневной критикой: «Без сомнения, это грязнейшая книжонка из всех, что мне доводилось читать. Это отъявленная и неприкрытая порнография. Её главный герой — извращенец, имеющий склонность развращать, как он их называет, „нимфеток“. Это, как он объясняет, девочки в возрасте от одиннадцати до четырнадцати лет. Вся эта книга посвящена откровенному, бесстыдному и вопиюще омерзительному описанию его похождений и побед. Книжка вышла во Франции. Всякий, кто осмелился бы напечатать или продать её в нашей стране, несомненно, отправился бы за решётку».
Завязавшаяся полемика вскоре перекинулась на страницы американской периодики, вызвав там настоящую газетно-журнальную бурю. Между тем, во Франции, наряду с другой англоязычной продукцией «Олимпии-пресс», парижское издание «Лолиты» было арестовано по просьбе министра внутренних дел Великобритании, где набоковский роман, в свою очередь, попал в пекло парламентских дебатов о новом цензурном законе. Благодаря этим обстоятельствам «чистое и аскетически строгое создание» Набокова получило скандальную известность и было обречено на успех у самой широкой читательской аудитории. Первое американское издание романа разошлось стремительно. Сделавшись мировым бестселлером, роман «Лолита» обогатил своего создателя (только за права на его экранизацию он получил от компании «Харрис-Кубрик-Пикчер» 150 000 долларов) и превратил «незаметнейшего писателя с непроизносимым именем»:227 (как шутливо аттестовал себя сам Набоков в интервью 1964 года) во всемирно известного автора.
Немногочисленные отрицательные отзывы — в них довольно безапелляционно говорилось об «атрофии нравственного чувства» автора — были заглушены дружным хором со стороны подавляющего большинства рецензентов, воспринявших «Лолиту» как образец «в высшей степени живой, образной и прекрасной английской прозы». Писательская репутация Набокова выросла настолько, что уже в июне 1958 года Конрад Бреннер, рецензент из журнала The New Republic, с полным основанием утверждал: «Владимир Набоков — художник первого ряда, писатель, принадлежащий великой традиции. Он никогда не получит Пулитцеровскую или Нобелевскую премии, но тем не менее „Лолита“ — вероятно, лучшее художественное произведение, вышедшее в этой стране <…> со времён фолкнеровского взрыва в тридцатых годах. Он, по всей вероятности, наиболее значительный из ныне живущих писателей этой страны. Он, да поможет ему Бог, уже классик»:263.

## Русский перевод
Идея перевода «Лолиты» на русский язык принадлежала младшему брату Набокова Кириллу. Владимир попросил его прислать пробный отрывок, предполагалось, что в работе над переводом будет участвовать также и их сестра Елена:576. Но дело не пошло, и Набоков самостоятельно перевёл «Лолиту» с английского на русский; перевод вышел в 1967 году в нью-йоркском издательстве Phaedra.
В СССР книга была запрещена и впервые увидела свет только во время перестройки в 1989 году в издательстве «Известия» в серии «Библиотека журнала „Иностранная литература“». Это второе и последнее англоязычное произведение Набокова, переведённое на русский язык самим автором. Первым был авторский вольный перевод автобиографии «Conclusive Evidence» («Убедительное доказательство») (1946—1950), в русском варианте получившей название «Другие берега» (1953).
Мне однажды пришло в голову, — в ту минуту я разглядывал разноцветные корешки переводов «Лолиты» на языки, которых не знаю, — на японский, финский или арабский, — что список неизбежных промахов в этих пятнадцати или двадцати версиях составит, если собрать их вместе, томик потолще любого из них. <…> Затем я представил себе ещё кое-что. Я представил, как в некотором отдалённом будущем некто возьмёт да и издаст русскую версию «Лолиты». Я настроил свой внутренний телескоп на эту точку отдалённого будущего и увидел, что каждый абзац, и без того полный ловушек, может подвергнуться уродливому в своей неверности переводу. В руках вредоносного ремесленника русская версия «Лолиты» могла бы полностью выродиться, оказаться испятнанной вульгарными пересказами и промахами. И я решил перевести её сам. Сейчас у меня готово около шестидесяти страниц.
В послесловии к американскому изданию «Лолиты» автор пишет:

Личная моя трагедия — которая не может и не должна кого-либо касаться — это то, что мне пришлось отказаться от природной речи, от моего ничем не стеснённого, богатого, бесконечно послушного мне русского слога ради второстепенного сорта английского языка <…>:295Оригинальный текст (англ.)My private tragedy, which cannot, and indeed should not, be anybody’s concern, is that I had to abandon my natural idiom, my untrammeled, rich, and infinitely docile Russian tongue for a second-rate brand of English<…>

Однако русский перевод включает послесловие, в котором Набоков пересматривает своё отношение к родному языку. Ссылаясь на послесловие к английскому изданию, Набоков останавливается на том, что
Научная добросовестность побудила меня сохранить в русском тексте последний параграф вышеприведённого американского послесловия <…> История этого перевода — история разочарования. Увы, тот «дивный русский язык», который, сдавалось мне, всё ждёт меня где-то, цветёт, как верная весна за наглухо запертыми воротами, от которых столько лет хранился у меня ключ, оказался несуществующим, и за воротами нет ничего, кроме обугленных пней и осенней безнадёжной дали, а ключ в руке скорее похож на отмычку:296.
В 2003 году Александр Свирилин указал на отсутствие в русской «Лолите» одиннадцатого абзаца из третьей главы второй части. По его мнению, которое разделил сын писателя Дмитрий, фрагмент размером с полстраницы был выпущен по невнимательности Набокова. В позднейших изданиях романа, вышедших в «Симпозиуме» и «Азбуке», лакуна восстановлена, текст приводится в переводах Александра Свирилина и Дмитрия Набокова соответственно.

## Замысел автора
Стоит отметить, что Гумберт — это ненадёжный рассказчик[мнение излагается как факт]. Несмотря на то, что он пишет, будто Лолита «соблазнила» его, в действительности же ничего подобного не происходило, и все слова про то, что она «лишилась девственности до него», являются не более чем оправданиями преступления с его стороны. «Лолита» — это тяжёлое произведение, показывающее настоящую суть таких людей, как Гумберт, и как они могут сломать жизнь невинным детям. Сам Набоков был категорически против изображения маленьких девочек на обложках книги.

## Воплощения романа в кино и в театре
«Лолита» была дважды экранизирована:
- «Лолита» (фильм 1962 года) — англо-американский фильм режиссёра Стэнли Кубрика. В ролях: Джеймс Мэйсон, Шелли Уинтерс, Питер Селлерс и Сью Лайон (Лолита). Сценарий для экранизации написал сам Набоков, однако использован он был лишь в незначительной мере.
- «Лолита» (фильм 1997 года) — американо-французский фильм режиссёра Эдриана Лайна. В ролях: Джереми Айронс, Доминик Суэйн и Мелани Гриффит.

Сценические адаптации романа включают:
- Lola (1970) Нормана Таддеуса Вэйна, поставленная Ричардом Доннером (в главной роли Чарлз Бронсон).
- Постановка Романа Виктюка (1992).
- «Лолита» — опера Родиона Щедрина (1992).
- …и другие